# Resolució 2073 del Consell de Seguretat de les Nacions Unides
La Resolució 2073 del Consell de Seguretat de les Nacions Unides fou adoptada per unanimitat el 7 de novembre de 2012. Després de recordar resolucions anteriors sobre la situació a Somàlia, el Consell va acordar ampliar el mandat de la missió a Somàlia de la Unió Africana durant quatre mesos més fins al 7 de març de 2013, ampliant també el nombre de personal en 50 civils més.
El Consell va permetre a la missió fer tot el possible per observar les següents tasques:
a. Reduir l'amenaça d'Al-Xabab i d'altres grups armats d'oposició per permetre una governança eficaç a tota Somàlia.
b. Dona suport al diàleg i la reconciliació al país, ajudant i protegint els implicats en el procés de pau.
c. Protegir les autoritats i les infraestructures importants.
d. Assistir amb la implementació del pla nacional de seguretat i estabilització; especialment l'establiment i la formació dels serveis de seguretat de Somàlia.
e. Contribuir a la demanda a una situació de seguretat en què és possible prestar assistència d'emergència.
f. Protecció del personal i material propi i de l'ONU.